# Rumex drummondii
Rumex drummondii är en slideväxtart som beskrevs av Meissner. Rumex drummondii ingår i släktet skräppor, och familjen slideväxter. Inga underarter finns listade i Catalogue of Life.